# Treno materiali
Il treno materiali è un treno di servizio effettuato per l'esecuzione di lavori in ambito ferroviario.
La caratteristica principale che distingue un treno materiali da un treno merci, pur essendo fisicamente la stessa cosa, è la sua modalità di circolazione che può essere:
- in esercizio ferroviario, e quindi la circolazione è regolata dai segnali nonché da agenti del servizio movimento, in questo caso opera come treno merci o tradotta;
- con interruzione della circolazione ferroviaria, e quindi la stessa è regolata da agenti del servizio lavori o impianti elettrici, in questo caso trattasi di treno materiali a condizione che si verifichino le condizioni che di seguito vengono evidenziate, diversamente potrebbe trattarsi addirittura di circolazione carrelli.

## Circolazione sulla rete ferroviaria nazionale
Sulla rete di proprietà statale, la circolazione dei treni materiali può avvenire solo mediante personale di macchina abilitato. Fino all'uscita della circolare 39/2004, le ditte appaltatrici non potevano effettuare la circolazione dei treni materiali, non avendo personale abilitato alla verifica, alla formazione, alla prova freno, alla condotta dei treni, mentre fino al 2005 il movimento dei mezzi delle imprese appaltatrici (per esempio, i treni per rinnovamento, risanamento e livellamento) avveniva con le modalità di circolazione carrelli su tratta interrotta. 
Potevano considerarsi treni materiali quei convogli di solito utilizzati per lo scarico del pietrisco o per lo scarico rotaie, materiali che erano di proprietà delle Ferrovie dello Stato (Cargo), erano guidati da macchinisti della Cargo in possesso di alcune abilitazioni tra cui quello della prova freno, ed erano scortati da agenti dei lavori in possesso di apposita abilitazione ai treni materiali. Fino alla data di adozione della circolare 39/2004, qualsiasi materiale, convoglio o macchina di proprietà delle ditte appaltatrici circolanti con proprie ruote sulla infrastruttura ferroviaria, guidata da personale dell'impresa e scortata da agenti FS su tratta interrotta, era da considerarsi come circolazione carrelli. Successivamente all'uscita della suddetta circolare venivano date sia al personale delle imprese appaltatrici, e sia al personale FS del settore lavori o IE, tutte le abilitazioni occorrenti alla effettuazione dei treni materiali.